# Myrtopsis calophylla
Myrtopsis calophylla är en vinruteväxtart som först beskrevs av Henri Ernest Baillon, och fick sitt nu gällande namn av André Guillaumin. Myrtopsis calophylla ingår i släktet Myrtopsis och familjen vinruteväxter. Inga underarter finns listade i Catalogue of Life.